# Archidiocèse d'Évora
 (décembre 2021).
L'archidiocèse d'Evora est un siège métropolitain de l'Église catholique au Portugal. Il a été érigé comme diocèse au IVe siècle et élevé au rang d'archidiocèse le 24 septembre 1540.
Le siège archiépiscopal se trouve à la cathédrale d'Évora.